# Pecan Hill (Teksas)
Pecan Hill je grad u američkoj saveznoj državi Teksas. Prema popisu stanovništva iz 2010. u njemu je živjelo 626 stanovnika.